# 竜崗区

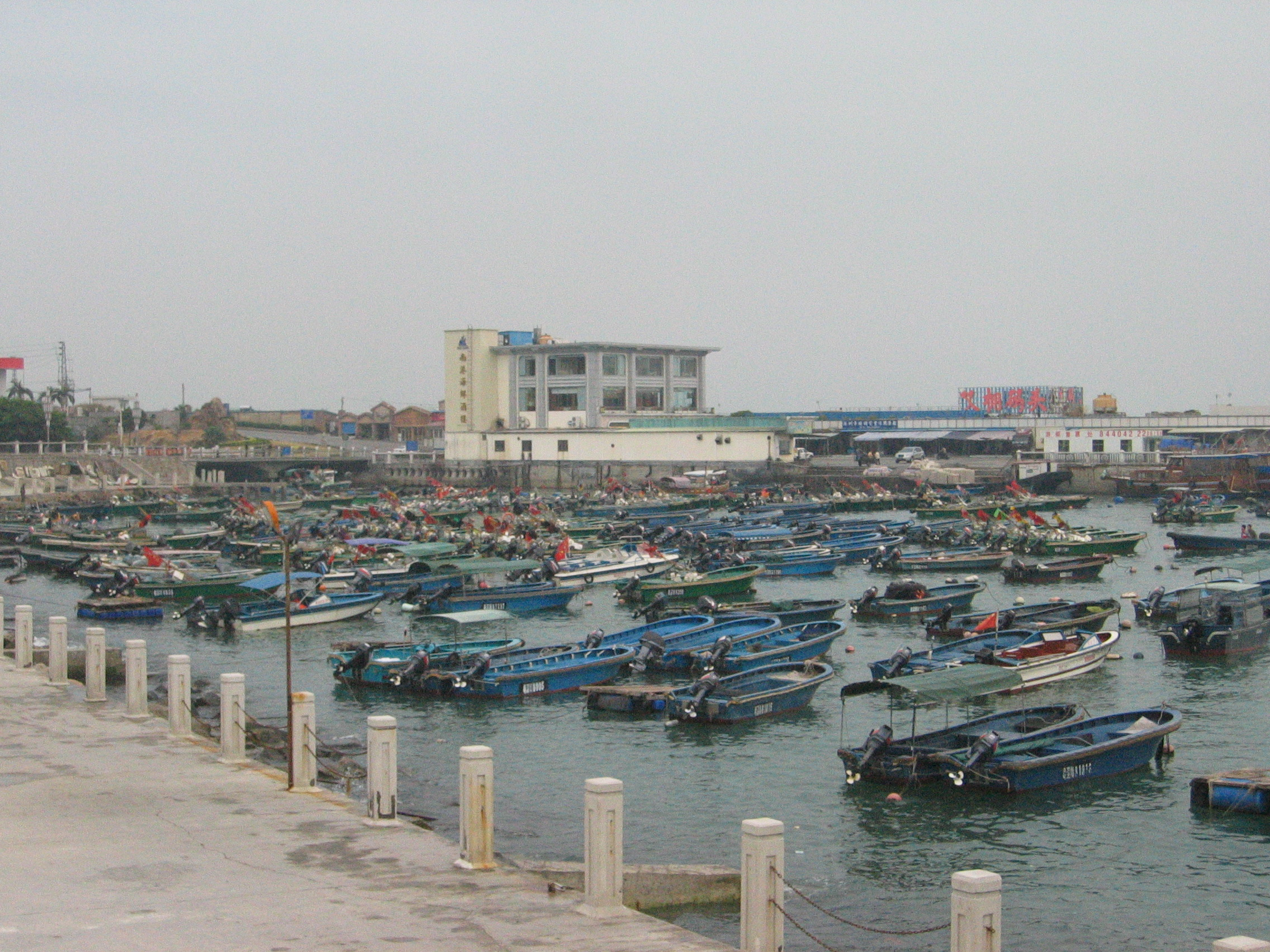
南澳漁港

竜崗区（りゅうこう-く）は中華人民共和国広東省深圳市に位置する市轄区。

## 歴史
竜崗区は深圳市の成立に伴い1992年に設置された。ユニバーシアード開催に伴い深圳世界大学生運動会体育中心が整備された。

## 行政区画
- 街道：平湖街道、坪地街道、南湾街道、坂田街道、布吉街道、龍城街道、龍崗街道、横崗街道、吉華街道、宝龍街道、園山街道
- 大鵬新区
  - 大鵬街道、葵涌街道、南澳街道

## 健康・医療・衛生
- 深圳市第三人民医院
- 竜崗区人民医院
- 北京中医薬大学深圳医院（竜崗）（旧 竜崗区中医院）
- 中国医学科学院腫瘤医院
- 竜崗区婦幼保健院
- 深圳華僑医院
- 竜崗区第二人民医院（旧 布吉人民医院）
- 竜崗区第三人民医院（旧 横崗人民医院）
- 竜崗区第五人民医院（旧 平湖人民医院）
- 竜崗区第六人民医院（旧 坪地人民医院）
- 竜崗区第七人民医院（旧 沙湾人民医院）